# 托勒兹果
托勒兹果属（Toretzia）是一类已灭绝的银杏类植物，属于乌马托鳞片科（Umaltolepidiaceae），生存于晚三叠世。

## 生理特征
托勒兹果的雌性繁殖器官生长在短枝上，短枝自叶腋伸出，倒转的胚珠独生在柄的顶端。芽和螺旋状排列的带状叶被生长在枝上的鳞片包裹。
托勒兹果的营养叶呈线状至带状，有两条或四条叶脉。

## 地质分布
托勒兹果在乌克兰的晚三叠世地层有发现；另外，可能在中国东北的早白垩世地层也有产出。

## 模式种
托勒兹果属（Toretzia）的模式种是发现于乌克兰顿涅茨（Donetz）盆地上三叠统Novoraick组的狭叶托勒兹果(Toretzia angustifolia Stanislavsky, 1973)。

## 内部链接
- 银杏目
- 乌马托鳞片科